# Gymnopleurus imitator
Gymnopleurus imitator är en skalbaggsart som beskrevs av Vladimir Balthasar 1963. Gymnopleurus imitator ingår i släktet Gymnopleurus och familjen bladhorningar. Inga underarter finns listade i Catalogue of Life.